# Holubina
Holubina (ukrajinsky Голубине, maďarsky Galambos) je obec ve vesnické komunitě Poljana v Mukačevském okrese Zakarpatské oblasti Ukrajiny. V roce 2025 zde žilo 2781 obyvatel. V blízkosti obce vyvěrá několik pramenů minerální vody.

## Historie
První písemná zmínka o obci pochází z roku 1430, kdy byla uvedena pod názvemo Holobinna. Do roku 1918 byla součástí Uherska. Za první československé republiky byla vedena pod názvem Holubina; byl zde obecní notariát, rusínská škola (šest tříd) a česká škola (jedna třída). V roce 1930 zde žilo 1611 osob, z toho 1363 Rusínů a 202 Židů.

## Osobnosti
- Grigorij Žatkovič (1886–1967), právník, československý rusínský politik, první guvernér Podkarpatské Rusi
- Ivan Jobak (1911–1974), důstojník, příslušník 1. československého armádního sboru[3]
- Leopold Katz (1917–1944), voják, příslušník Československé samostatné obrněné brigády[4]